# Wolfgang Koch (Publizist)

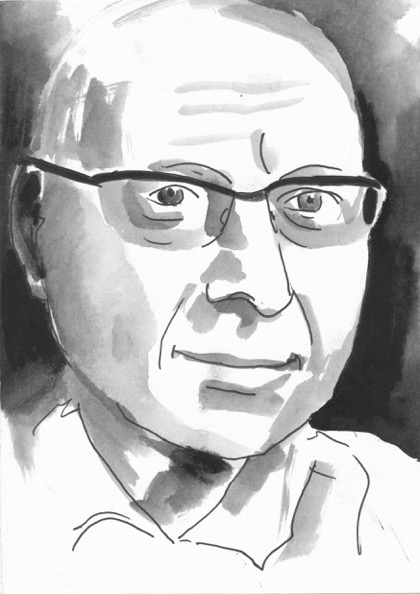
Wolfgang Koch, Porträt von Barbara Philipp (2013)

Wolfgang Koch (* 26. Februar 1959 in Klagenfurt am Wörthersee) ist ein österreichischer Kunstpublizist, Schriftsteller und Blogger.

## Leben
Aufgewachsen im österreichischen Bundesland Kärnten, publiziert Koch seit 1976 in österreichischen und deutschen Print-, AV- und Onlinemedien. 
Mit dem Südtiroler Politiker Alexander Langer engagierte er sich in den 1970er-Jahren in der Solidaritätsbewegung für die Rechte der Kärntner Slowenen. 
In der Neuen Friedensbewegung gegen die atomare Hochrüstung vertrat er Positionen der Internationale der Kriegsdienstgegner/innen (War Resisters’ International) und wurde 1980 als Kriegsdienstverweigerer in Österreich staatlich anerkannt. 
1984 und 1998 wirkte er mit am Orgien Mysterien Theater des Aktionskünstlers Hermann Nitsch in Prinzendorf an der Zaya.
Als der freiheitliche Politiker Jörg Haider in Kärntner Regierungsämter aufstieg, übersiedelte Koch in die Bundeshauptstadt Wien, leitete 1987–1989 das Kulturressort der Wiener Stadtzeitung Falter, 1990–1992 die Redaktion des Visa Magazin Austria. 1994–1997 wirkte er als Pressesprecher des Grünen Abgeordnetenklubs im österreichischen Parlament, später als Konzeptionist und Corporate Publisher, Buchautor und Privatforscher. 
2009 stiftete er sein Archiv der Friedensbibliothek des Österreichischen Studienzentrum für Frieden und Konfliktlösung (ÖSFK) in Schlaining. Wolfgang Koch ist Vater einer Tochter und Second Cancer Survivor.

## Schaffen
In seinen theoretischen Schriften versucht Koch den Neutralitätsbegriff für den Gewaltdiskurs fruchtbar zu machen. Die außenpolitische Souveränität Österreichs leitet er nicht vom Bundesverfassungsgesetz vom 26. Oktober 1955 her, sondern vom Völkerrechtsgelehrten Heinrich Lammasch, der bereits 1919 öffentlich für eine „Fortsetzung der Schweiz“ in der südöstlichen Alpenrepublik plädierte.
In seinem Hauptwerk Geschichte der Gewalt  entwickelt Koch ein eigenes politisches Links-Rechts-Modell und propagiert den Begriff „Austrodiktatur“ für die autoritäre Periode der österreichischen Politik 1933–1938.
Als politischer Kommentator zählt er zu den linkssouveränistischen Kritikern der Europäischen Union. Unter dem Einfluss des österreichischen Extremkünstlers Viktor Rogy begann Koch 1985 mit der Veröffentlichung von Texten in literarischen Anthologien.  
Seit 2006 verfasst Koch den Wienblog der Berliner taz. die tageszeitung.
Koch ist Mitglied der Literar-Mechana sowie der vom Philosophen Walter Seitter geleiteten Hermes-Gruppe der Sektion Ästhetik der Neuen Wiener Gruppe / Lacan Schule. Er teilte mit dem Physikhistoriker Peter M. Schuster die Begeisterung für Gedankenlyrik.

## Schriften
Sachpublizistik
- Soziale Verteidigung. Zur basisdemokratischen Konzeption. Arge Zivildienst, Wien 1980.
- mit Peter Steyrer: Sicher ohne Nato. Optionenbericht der Grünen. Grüner Klub im Parlament, Wien 1998.
- mit Franz Leidenmühler und Peter Steyrer: Neutralität im Neuen Europa. Österreich Beitrag zur Finalität der Union. Agenda Verlag, Münster 2004, ISBN 3-89688-213-9.
- zwanzig. Jubiläumsschrift des Grünen Klubs im Parlament. Grüner Club, Wien 2006.
- Geschichte der Gewalt. Das Unglück des 20. Jahrhunderts. Wieser Verlag, Klagenfurt 2005, ISBN 3-85129-444-0.
- Blut in den Mund. Hermann Nitsch von A bis Z. Reihe Europa erlesen, Wieser Verlag, Klagenfurt 2008, ISBN 978-3-85129-745-4.
- Finding Hermann Nitsch. Neue Thesen zum Orgien Mysterien Theater – Aktionskunst im 21. Jahrhundert. Hollitzer Verlag, Wien 2019, ISBN 978-3-99012-579-3.
- Jeden Tag Cowboy. Viktor Rogy. Der Kunstrebell vom Wörthersee. Hollitzer Verlag, Wien 2020, ISBN 978-3-99012-818-3.
- Das ist der Titel. Einführung in die Kunst der Werkbenennung. Hollitzer Verlag, Wien 2024, ISBN 978-3-99094-045-7.

Literarische Werke
- Das versunkene Fest, in: Seelensplitter. Drava, Klagenfurt 1985, ISBN 3-7046-0049-0.
- Gäste einer Ausstellung, in: Landmassaker. Edition S, Wien 1986, ISBN 3-85435-045-7.
- Kinoschwärze, in: Orte der Liebe. Sonderzahl, Wien 1987, ISBN 3-85449-016-X.
- Hainburger Gipfel. Humoreske im Wiener Ensembletheater mit Erwin Steinhauer und Rupert Henning. Edition Brainbows, Wien 2004.
- Das Glück des János. Ungarnroman. Wieser Verlag, Klagenfurt 2006, ISBN 3-85129-635-4.

Herausgeberschaft
- Blut in den Mund. Hermann Nitsch von A bis Z. Reihe Europa erlesen. Wieser Verlag, Klagenfurt 2008, ISBN 978-3-85129-745-4.
- Peter Gorsen: Der gekreuzigte Eros. Zur Künstler-Metaphysik von Pierre Molinier und Hermann Nitsch. Hollitzer Verlag, Wien 2023, ISBN 978-3-99094-035-8.